# Goro Yamada
Goro Yamada (3. marts 1894 - 9. marts 1958) var en japansk fodboldspiller. Han var i perioden 1925 træner for Japans fodboldlandshold.